# Pere Falqués i Urpí
Falqués  Urpí est un nom espagnol. Le premier nom de famille, en général paternel, est Falqués ; le second, en général maternel, souvent omis, est Urpí.
Pour les articles homonymes, voir Urpi.
Pere Falqués i Urpí, né en 1850 à Barcelone (quartier de Sant Andreu de Palomar) et mort le 22 août 1916 à Barcelone est un architecte moderniste catalan.

## Biographie
Il obtient le titre d'architecte en 1873, et le poste d'architecte municipal de Barcelone, conjointement avec son ami Lluís Domènech i Montaner, en 1889, charge qu'il occupe jusqu'en 1914. Il est également président de l'Association des architectes de Catalogne (ca) de 1899 à 1900.
Il collabore à l'exposition universelle de 1888, où il conçoit le Palais des Sciences et de l'Agriculture. Ensuite, en 1889, il gagne le concours pour remodeler la place de Catalogne, éliminant les constructions qui s'étaient installées de façon chaotique lors de la démolition des murailles.
Durant son étape[Quoi ?] d'architecte municipale, il réalise des œuvres notables, comme le plan topographique de la ville[Quoi ?], les transformations du Grand théâtre du Liceu et les dépendances de la mairie dans les rues Bruc/Aragó (district de l'Eixample), et il travaille également sur la réorganisation du Parc de la Ciutadella, une des zones vertes les plus grandes de Barcelone.
Il réalise  des transformations de la mairie de Barcelone : il construit l'escalier d'honneur (modifié postérieurement par Adolf Florensa) ; il change le mobilier par un mobilier contemporain de style Alfonsí[Quoi ?] et installe la claire-voie.
Il impulse également la construction des tunnels du métro de Barcelone lors de l'ouverture de la Via Laietana en 1913, bien que le métro ne soit pas construit avant 1926.
Il dessine divers luminaires en fer comme ceux de la promenade Lluís Companys, de l'avenue Gaudí et les célèbres bancs-fanals du passeig de Gràcia décorés avec du trencadis.

## Galerie

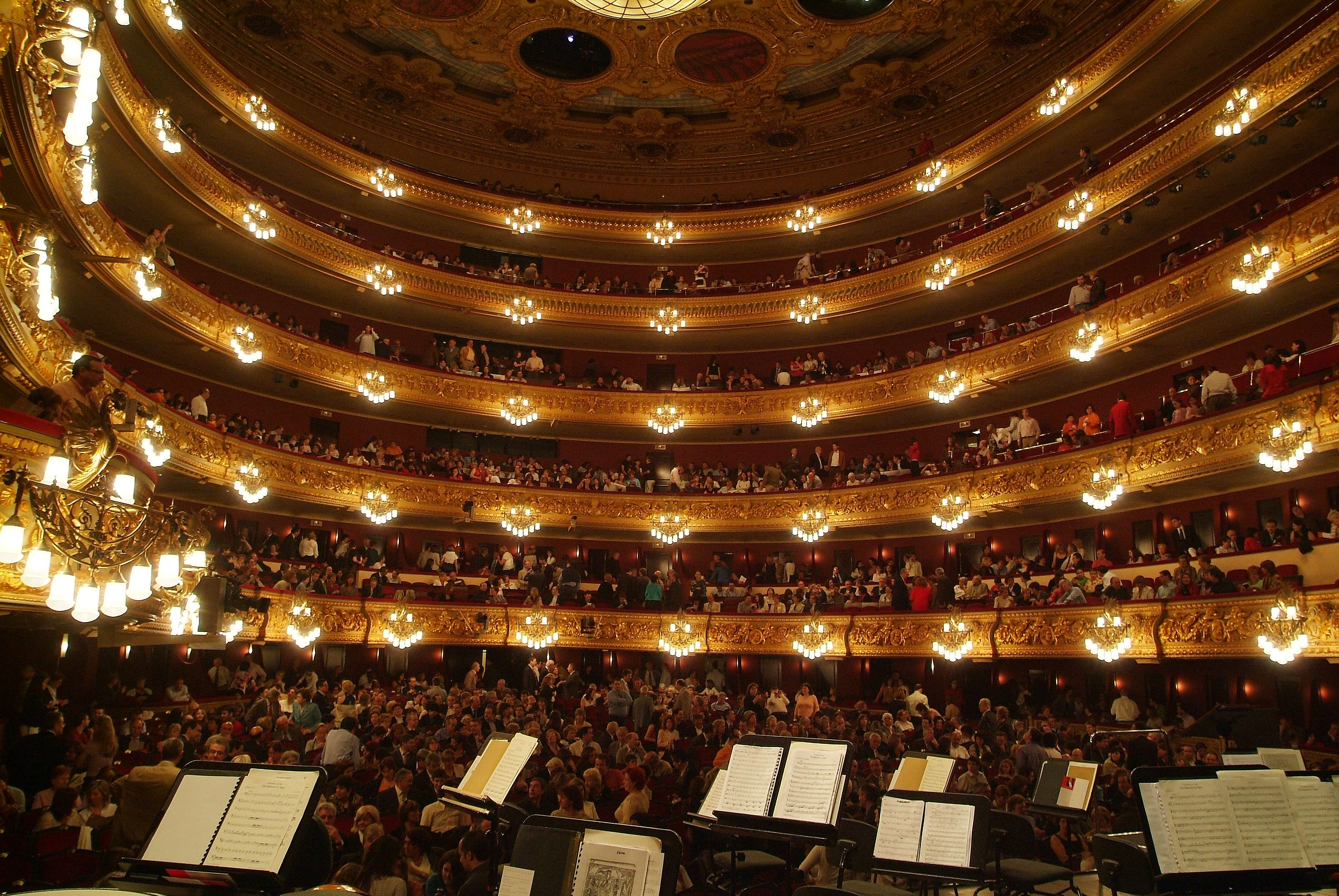
Grand théâtre du Liceu, Opéra
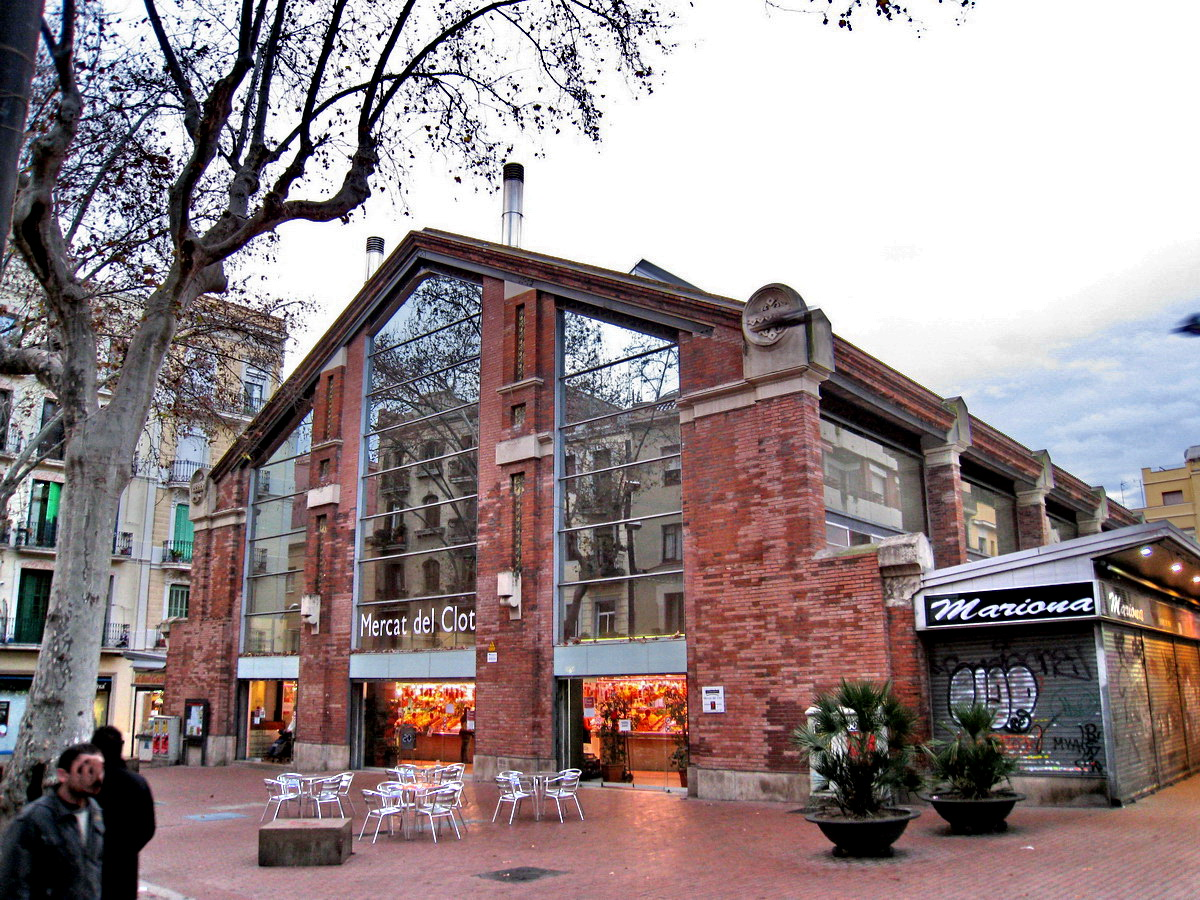
Marché du Clot
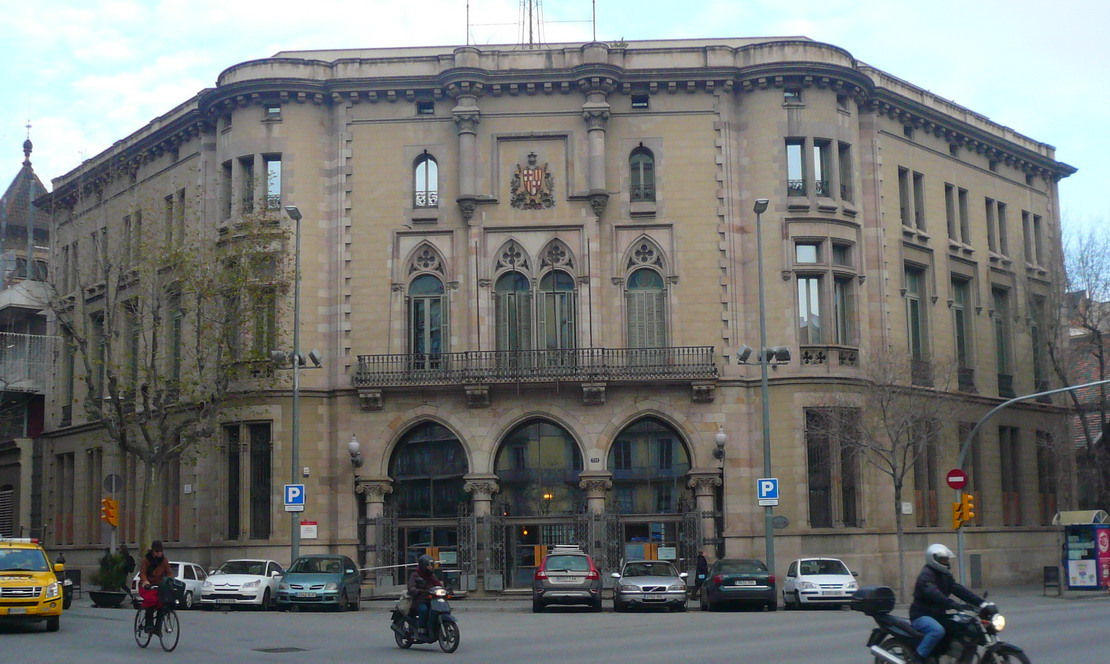
Annexe de la mairie de l'Eixample
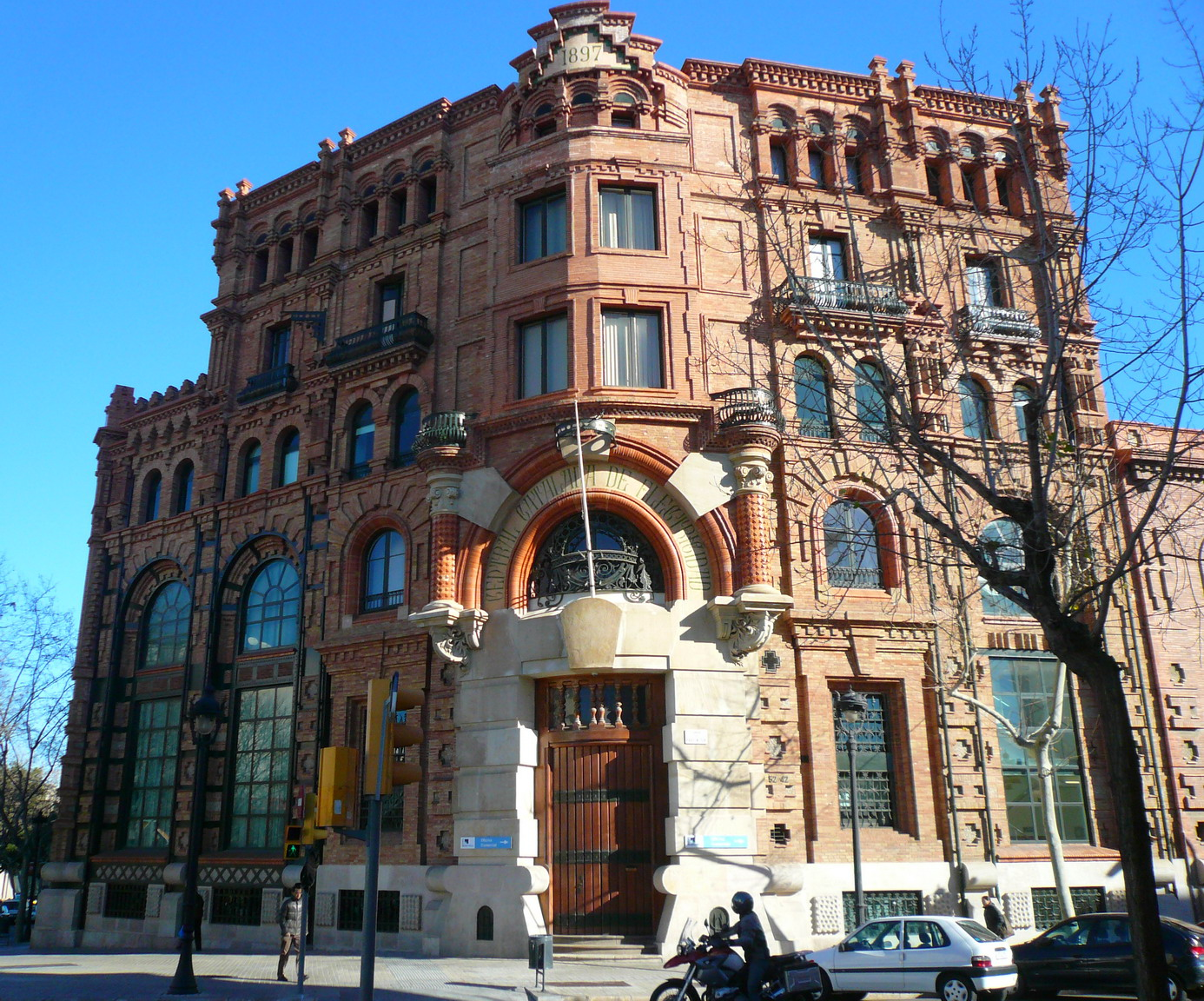
Usine hydroélectrique de Catalogne
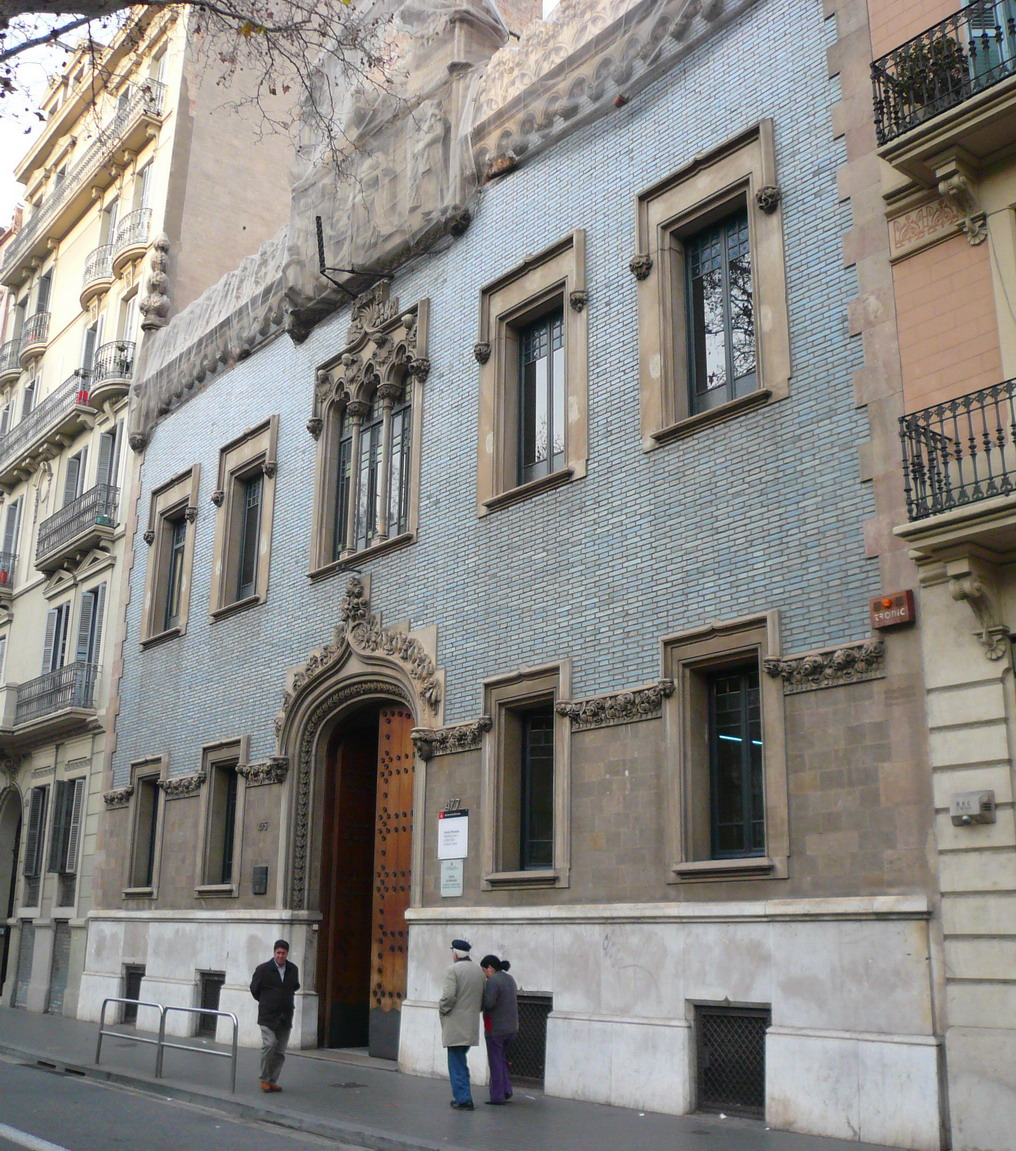
maison du Lait (casa de la Lactància)
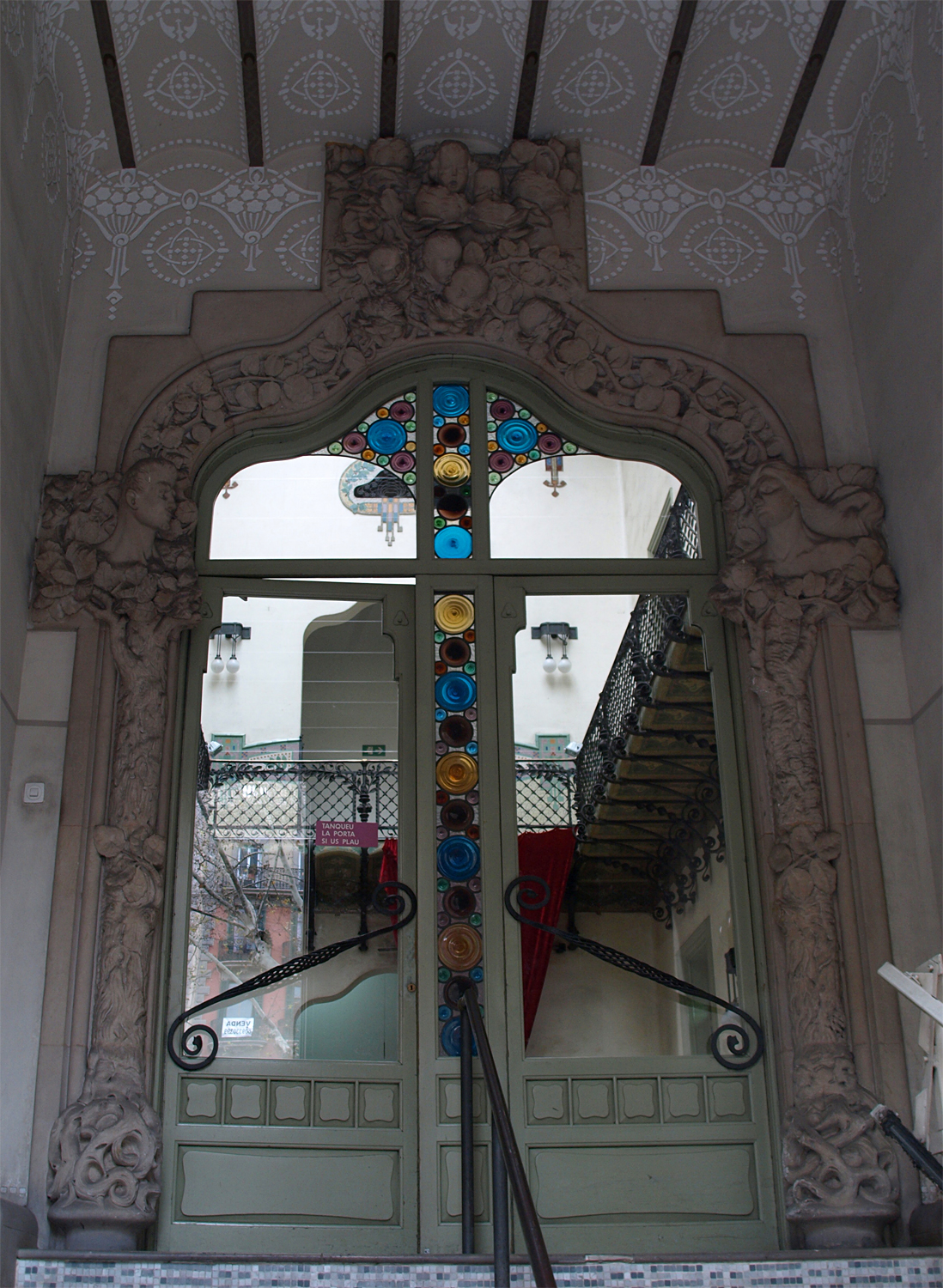
maison du Lait (casa de la Lactància)
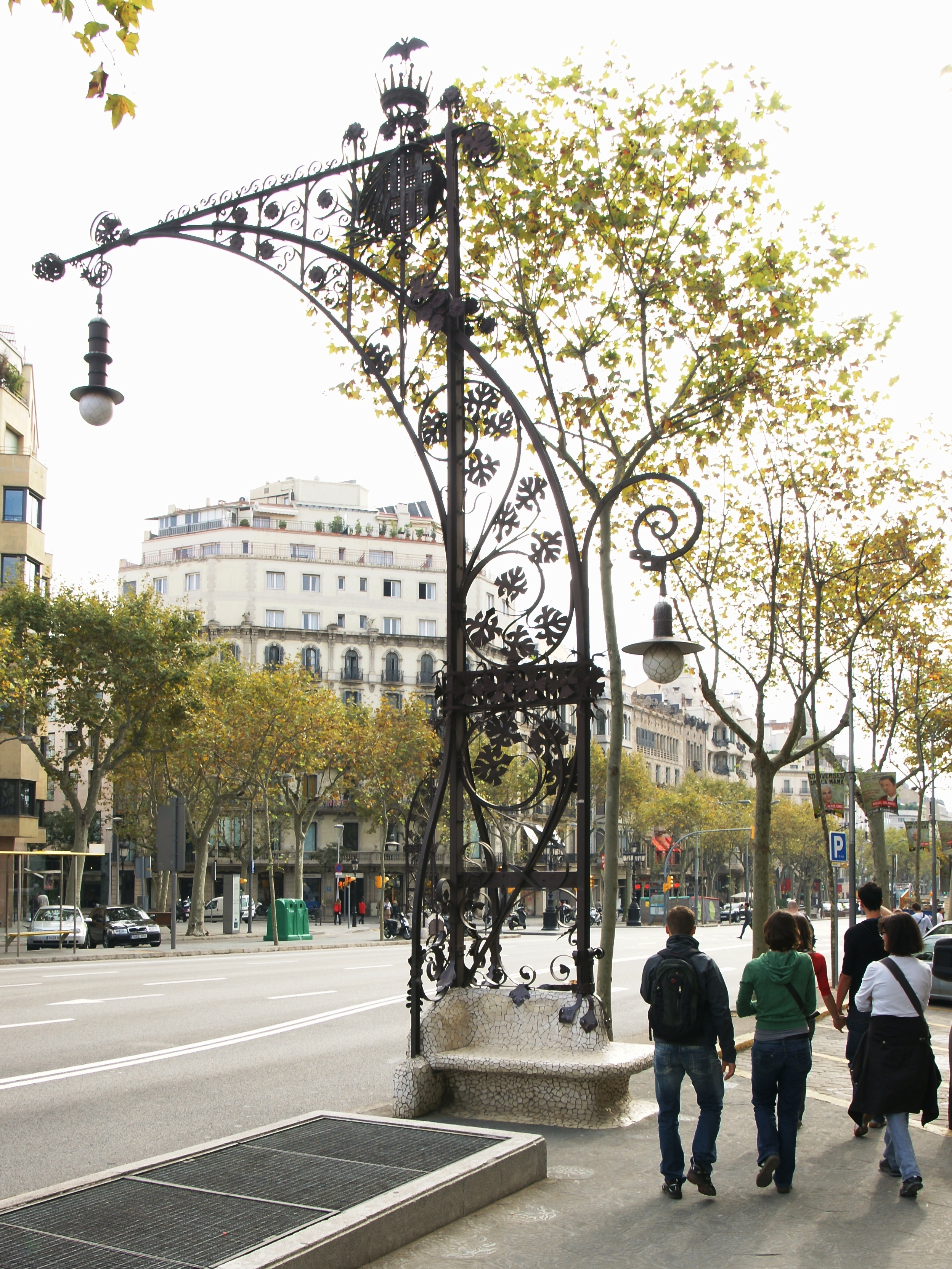
Bancs-Fanals du Passeig de Gràcia
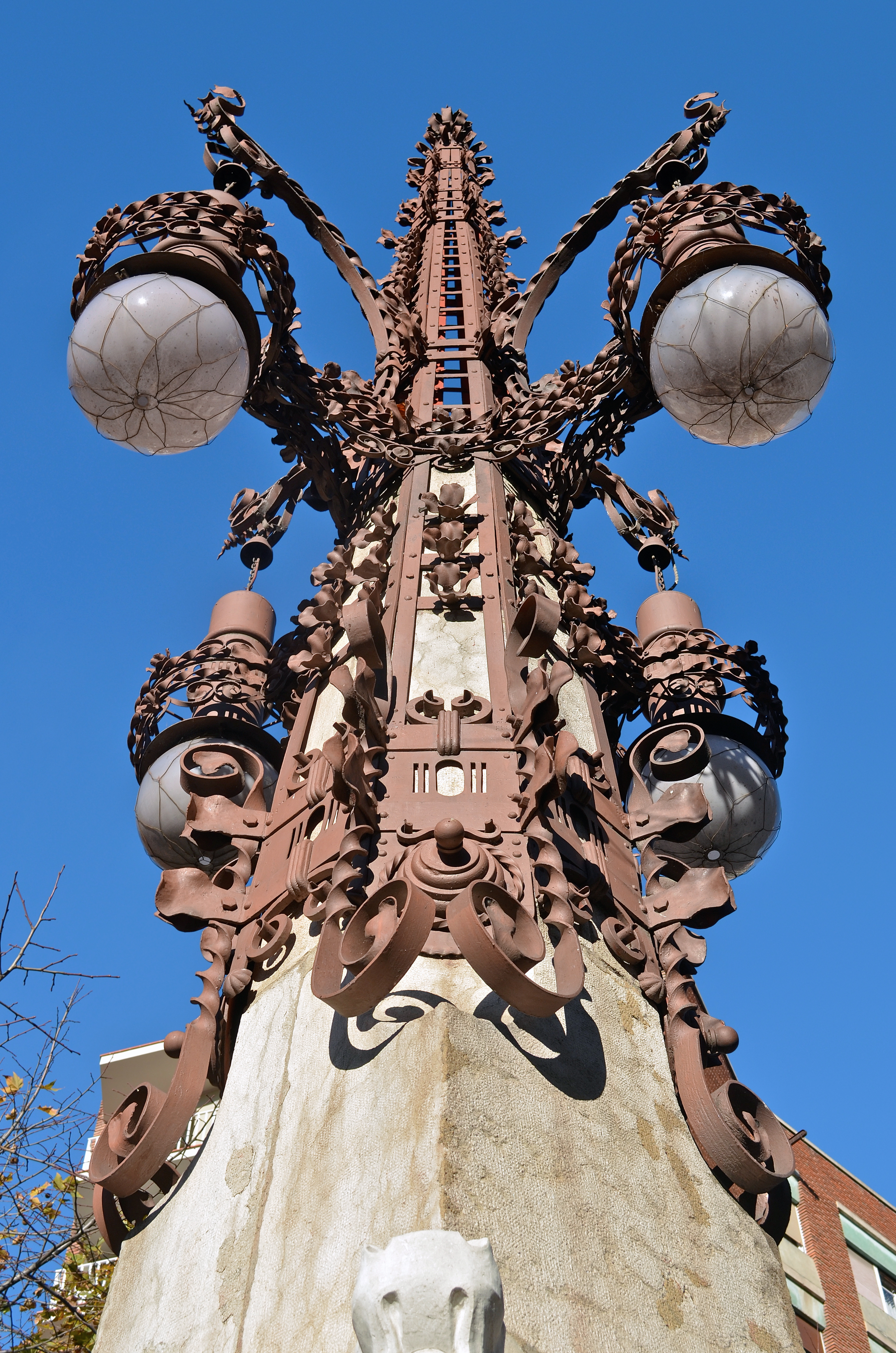
Luminaires de Avenue Gaudí
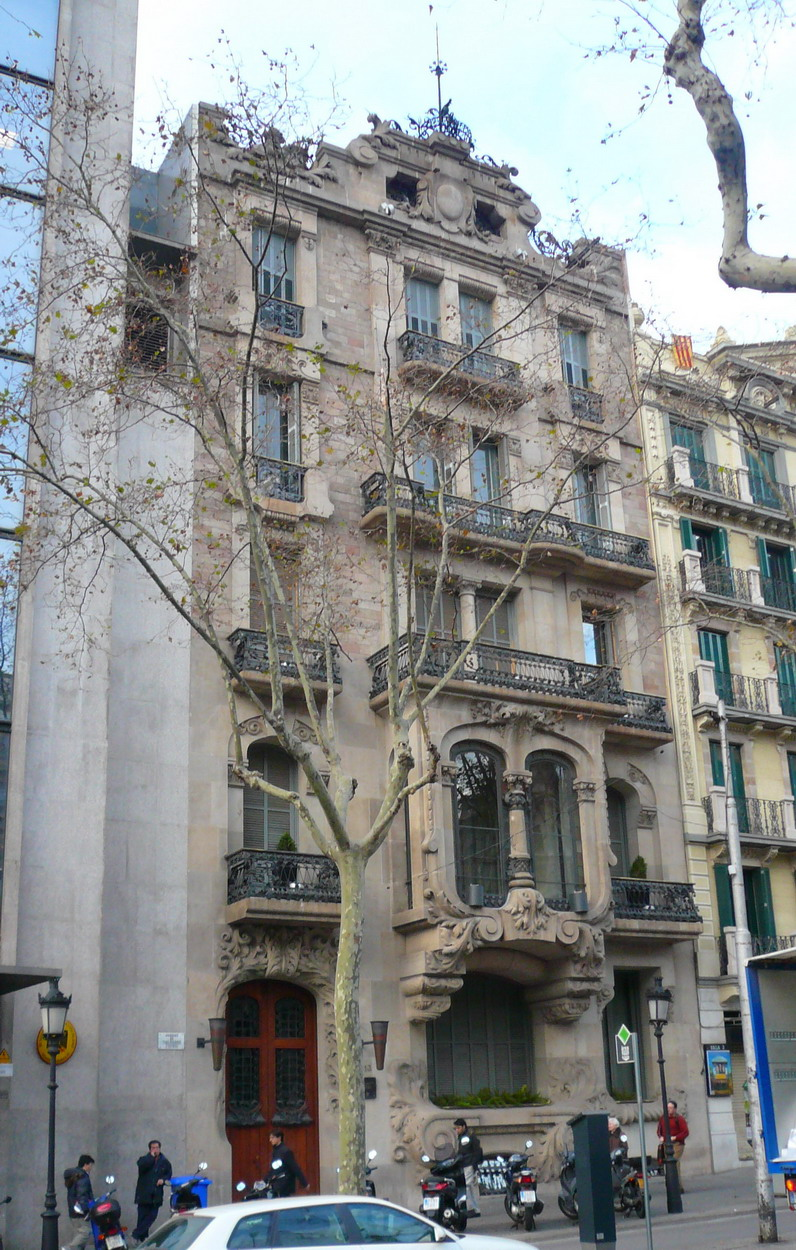
Casa Bonaventura Ferrer
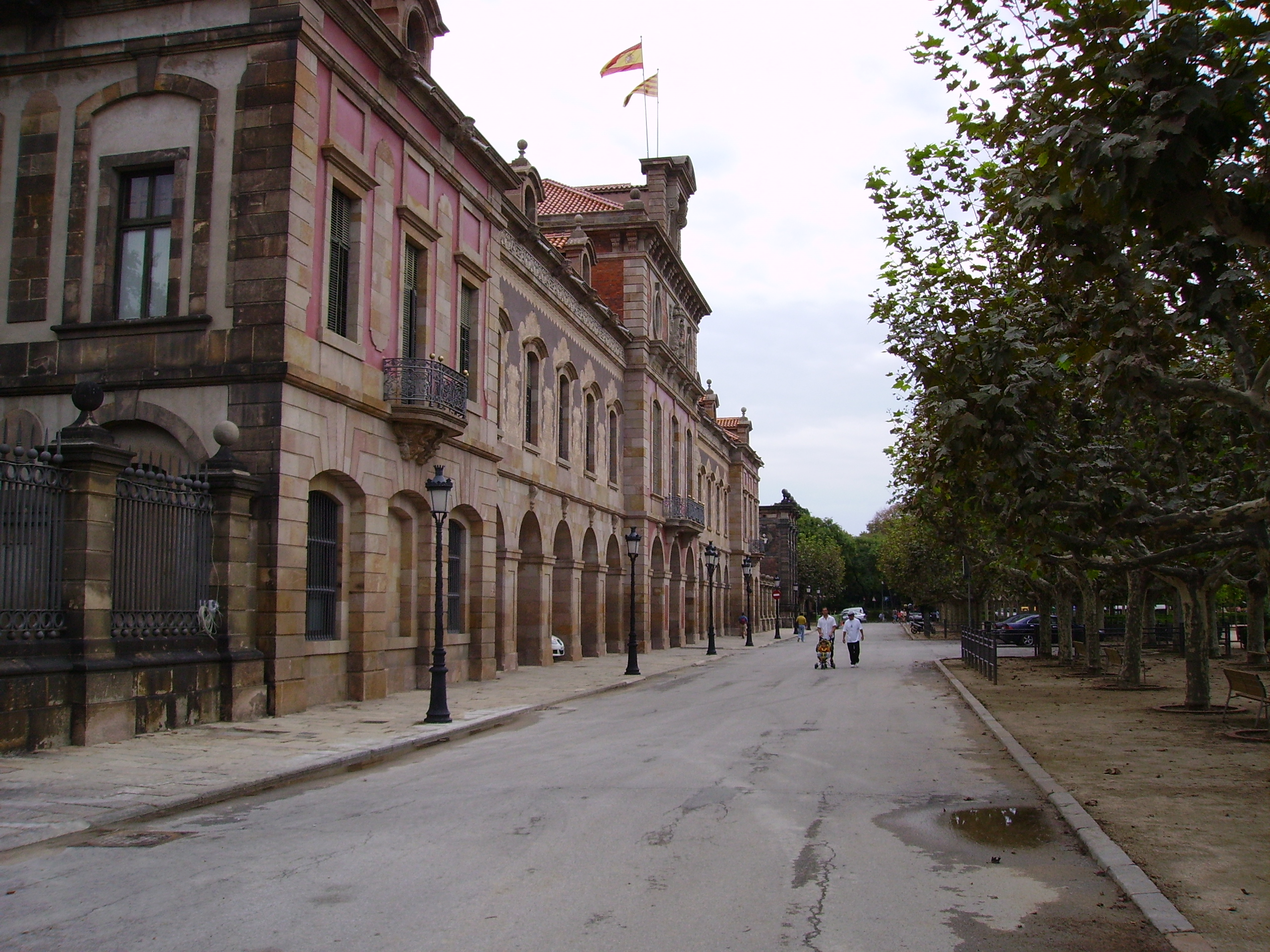
Parlement de Catalogne
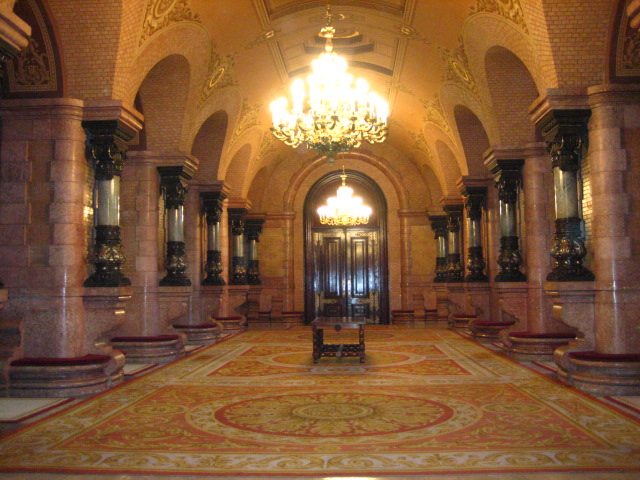
Parlement de Catalogne
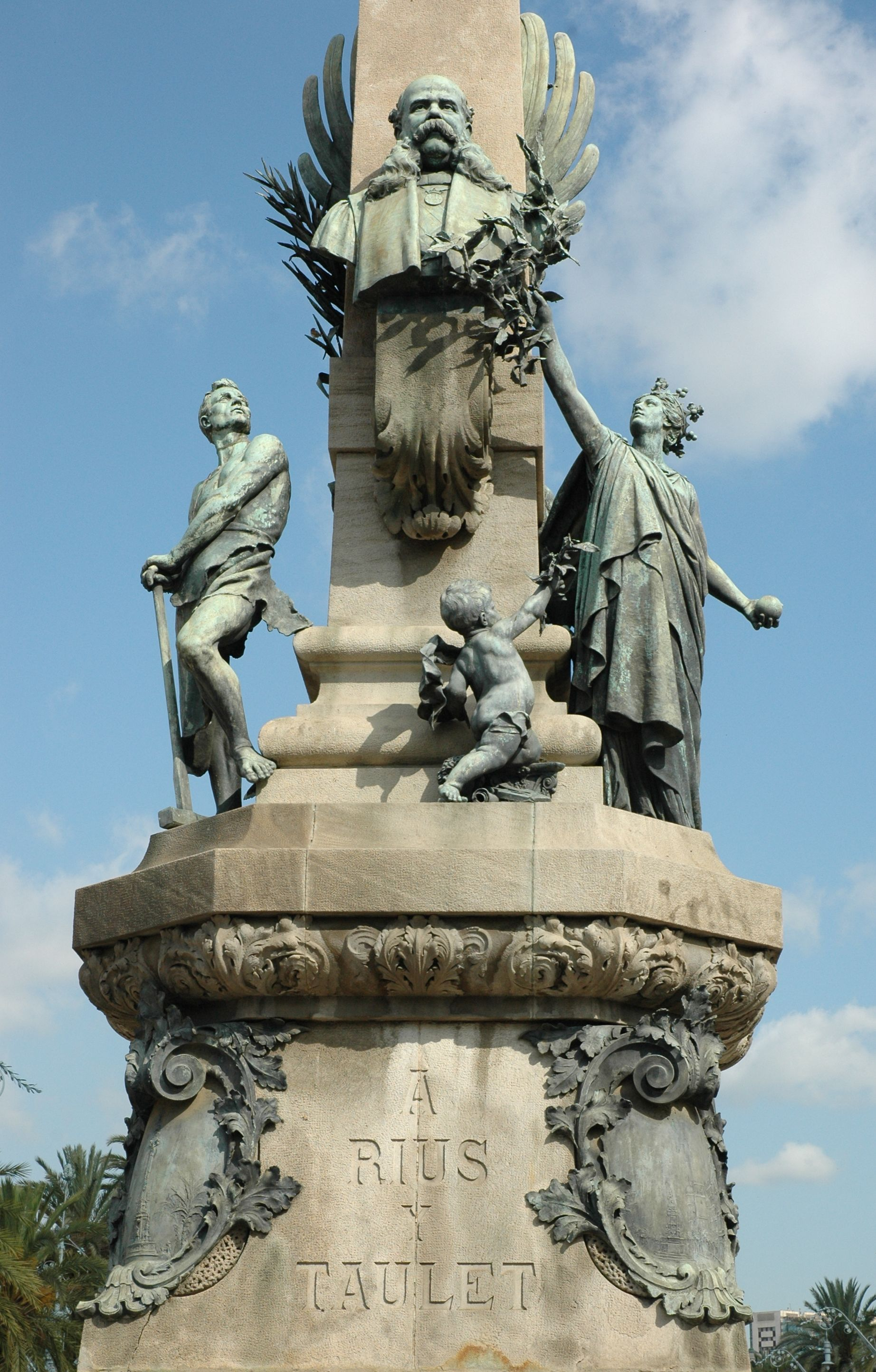
Monument à Rius i Taulet, Barcelone, 1901